# Holzhausen (Bergen)
Holzhausen ist ein Ortsteil der Gemeinde Bergen im oberbayerischen Landkreis Traunstein.

## Geschichte
Bei Holzhausen wurden 1855 Reste einer römischen Villa rustica gefunden, was eine Besiedlung der Gegend während der römischen Kaiserzeit belegt. 
Die 1818 mit dem Gemeindeedikt begründete Landgemeinde Holzhausen wurde im Zuge der Gebietsreform am 1. Januar 1972 aufgelöst. Zehn Ortsteile der aufgelösten Gemeinde Holzhausen wurden nach Bergen eingegliedert.